# 警官の紋章
『警官の紋章』（けいかんのもんしょう）は、佐々木譲による日本の警察小説。
「笑う警官」「警察庁から来た男」に続く“道警シリーズ”の第3作で、前作のおよそ10カ月後の物語である。

## 用語
覚醒剤密輸入摘発事件
2年前、道警と札幌地検が合同で行ったおとり捜査。盗難車輸出犯の前島とパキスタン人におとりになってもらい、覚醒剤を持つ北朝鮮の船員と船長が逮捕された。被疑者は起訴内容を全面否認したまま実刑判決が下り、控訴をせずに2人は服役中。弁護側は、事件自体がでっち上げだと最後まで主張した。

## あらすじ
来たる洞爺湖サミットに備え、サミット警備計画が始動し、大通署刑事課でも対テロ・シフトとなるが、“特別対応班”の佐伯と新宮は相変わらず小さな仕事しかやらせてもらえなかった。
一方、小島百合は婦女暴行殺人犯を逮捕した功績を認められ、警備部警護課へ出向命令が下り、警察学校の教官となっていた津久井は、拳銃携行のまま失踪した巡査の捜索を命じられる。
何もやることのない佐伯の元に、愛知県警の刑事からある情報がもたらされる。それを聞いた佐伯は、2年前の覚醒剤密輸事件がでっち上げだった可能性に至る。しかもそれは道警本部の幹部らの指示によって行われたと気づく。
佐伯はわだかまりの残っていた郡司事件、中古車密輸入事件に決着を付けるため、津久井は失踪した日比野巡査の復讐を阻止するため、小島は大臣警護のために、それぞれがサミット警備結団式会場を目指す。

## 登場人物

### 主要人物
佐伯 宏一（さえき こういち）
大通署刑事課二係（盗犯係）。階級は警部補。年齢40代。本来なら主任だが、女性警官殺しでの捜査の責任を問われ、部下が一人だけの“特別対応班”チーフという扱い。相変わらず取るに足りない事件や書類整理などばかりやらされる。
小島 百合（こじま ゆり）
大通署生活安全課。階級は巡査。年齢32歳前後。身長158cm。剣道三段、射撃操作は中級の腕前。婦女暴行犯・鎌田の確保に成功し、警備部警護課への出向命令が下り、上野大臣の警護に就くことに。
津久井 卓（つくい すぐる）
警察学校教官。新任の警察官に拳銃操法をコーチする。前作で特別監察に協力し功績を挙げたことで、警察庁から助言を受けた道警本部が仕方なく営繕担当から教官になる辞令を下した。本部警務部への出向命令が下り、臨時に洞爺湖サミット特別シフトに異動となる。失踪した日比野巡査の捜索を命じられる。
新宮 昌樹（しんぐう まさき）
佐伯の部下。佐伯が何を調べているのか教えてくれないのですねている。

### 北海道警
日比野 伸也（ひびの しんや）
北見署地域課。普段は北見市在住。父親・一樹の自殺から2年後、宮木から父の死の真相を聞かされ、墓前で復讐を誓う。サミット警備結団式2日前、勤務中に制服姿・拳銃所持のまま姿をくらます。
長谷川 哲夫（はせがわ てつお）
警務一課主任。見た目は風采の上がらない垂れ目の男。内部監察のベテランで、郡司の素行を内偵したことでも結構名が知られる。津久井と共に日比野失踪の行方を追う。
日比野 一樹（ひびの かずき）
日比野伸也の父親。郡司事件の公判で証人申請されていたが、公判前夜の4月17日に石勝線の川端ダム踏切で自殺する。事故死と判断される。堅物な警官として知られ、道警本部生活安全部の企画課長だった。郡司事件が発覚した時は薬物対策課長だった。
宮木 俊平（みやぎ しゅんぺい）
日比野一樹とは警察学校の同期で友人。日比野が自殺する直前まで電話で話していた。階級は警部。琴似署交通課勤務。
奥野 康夫（おくの やすお）
道警本部長。いつも不機嫌そうな顔をしている。
荒川 雄三（あらかわ ゆうぞう）
大通署刑事課盗犯係の係長。地域課に長く在籍していたため、盗犯事件はあまり経験がない。1年前に留萌署地域課から異動してきた。
浅蜊（あさり）
新宮が稚内署の新任巡査だった時に刑事課の捜査員だった。稚内署では主にロシアン・マフィアがらみの事件を担当し、ロシア語も堪能。道警本部の公安の応援に駆り出される。反プーチン勢力が多数入国しており、警戒に当たる。
磯島 浩一（いそじま こういち）
警備部長。洞爺湖サミットが決まった時に警察庁から異動してきた。階級は警視正。過去に外務省に出向したことがある。サミットの警備を理由に、日比野失踪事件の責任を警務部に押し付ける。
後藤 淳平（ごとう じゅんぺい）
警務部長（道警本部のNo.2）。階級は警視正。郡司事件の後、警察庁から送り込まれてきた。不祥事撲滅の陣頭指揮を執り、現場警察官から“鬼平”とあだ名を付けられるほど厳しく取り締まった。
坂本 孝（さかもと こうじ）
大通署交通課巡査。日比野伸也と同期。
勝野 忠（かつの ただし）
豊水署総務課留置係。日比野伸也と同期で、警察学校時代いじめにあっていたところを彼に救われた。「独身男のスイーツ」というスレッドを通じて隠語で何者かと意志疎通を図っている。
篠原 康夫（しのはら やすお）
円山署地域課巡査。日比野伸也と高校が同期。自衛官を3年務めた後、警察学校に入り直したため、警察学校では1年先輩に当たる。
須藤（すどう）
道警本部銃器薬物対策課長。おとり捜査の特捜班の一員だった。
神谷 知己（かみや ともき）
大通署刑事課長。半年前に帯広署交通課から異動してきた。階級は警部。刑事事件に関しては警官として人並みの知識しかないため、大抵は現場任せ。

### 他県警
服部（はっとり）
愛知県警刑事部捜査三課の自動車窃盗対策班主任。階級は警部補。2年前に佐伯が担当した四輪駆動車密輸事件の結末に納得できないとして、佐伯に連絡を取り、組織抜きで情報交換ができないか、と持ちかけてくる。
酒井 勇樹（さかい ゆうき）
警視庁警護課。階級は警部補。上野大臣担当班。小島百合曰く、ホセ・カレーラスを思わせるようなテノールの声質。
成田 亜由美（なりた あゆみ）
上野大臣担当のSP。階級は巡査。アテネ五輪・女子エアピストル代表だった。

### その他
上野 麻里子（うえの まりこ）
サミット担当特命大臣。先の内閣改造まで厚生労働大臣を務めていた女性国会議員。元ニュースキャスター、夫は高名な指揮者。就任早々、死刑執行命令書に次々と判を押し、“ベルトコンベア”発言をした法務大臣を批判し、率直な物言いが有名となる。何者からかテロ予告を受け、警備が厳重になる。
加茂 俊治（かも としはる）
佐伯が釧路署地域課にいた時署長だった。佐伯がおとり捜査終了後にPTSDに罹った時、回復をゆっくりと支えてくれた。定年退職後は実家のリンゴ農家を手伝っている。
五十嵐 基（いがらし はじめ）
警察庁のキャリア官僚。前道警本部長。でっち上げ事件の発案者だった。現在は警察庁に戻り、内閣情報官に出世している。
村瀬 香里（むらせ かおり）
デリヘル嬢。店で一番の売れっ子。客の1人がストーカーと化し、大通署生活安全課ストーカー行為対策室に相談、ストーカーが未解決の婦女暴行殺人犯と同一人物であることが判明し、小島百合が護衛に就く。日比野伸也とは一時期商売抜きで付き合っていたことがある。
鎌田 光也（かまた みつや）
村瀬香里にストーカー行為を働いていた (?) 村瀬香里の部屋に侵入したところを、小島百合に発砲され逮捕される。
前島 博信（まえじま ひろのぶ）
廃車をロシアに輸出しているという建前で、盗難車のランドクルーザーを密輸出していた。北朝鮮の貨物船乗組員による覚醒剤密輸事件の検察側証人となることで、盗難車密輸の件を黙認してもらった。
渡辺 一夫（わたなべ かずお）
10年ほど前まで小樽の暴力団の息のかかったノミ屋にいた。下っ端なので逮捕されず、エス（情報屋）になった。
大島 繁（おおしま しげる）
地元の新聞社の記者。覚醒剤密輸事件を取材していた。
伊藤 芳樹（いとう よしき）
札幌地検検事。覚醒剤密輸入摘発事件を指揮した。当時は次席検事。
中村 智司（なかむら さとし）
伊藤の上司。札幌地検の検事正。五十嵐とは東大法学部の同期。
栗林 一郎（くりばやし いちろう）
函館税関署長。中村とは灘校の同級生。
日比野 明子（ひびの あきこ）
日比野伸也の母親。元警察官で、夫・一樹とは上司の見合いで結婚した。現在はコンビニでパートをしている。
小松 雄作（こまつ ゆうさく）
札幌の新聞社の記者。郡司事件を取材していた。
久保田 淳（くぼた あつし）
一時期放送関係の職に就いていたが現在は無職。38歳。上野に恨みを抱いており、報復を企んでいる。